# Loxosceles tlacolula
Loxosceles tlacolula là một loài nhện trong họ Sicariidae.
Loài này thuộc chi Loxosceles. Loxosceles tlacolula được miêu tả năm 1983 bởi Gertsch & Ennik.